# Stenobothrus eurasius
Stenobothrus eurasius is een rechtvleugelig insect uit de familie veldsprinkhanen (Acrididae). De wetenschappelijke naam van deze soort is voor het eerst geldig gepubliceerd in 1898 door Zubovski.
1. ↑  (en) Stenobothrus eurasius op de IUCN Red List of Threatened Species.